# Кіндулкіно
Кінду́лкіно (рос. Киндулкино, марій. Киндулкан) — присілок у складі Медведевського району Марій Ел, Росія. Входить до складу Єжовського сільського поселення.

## Населення
Населення — 6 осіб (2010; 10 у 2002).
Національний склад (станом на 2002 рік):
- лучні марійці — 100 %